# Tegenwijzerzin
|                                                  |  |
| Tegenwijzerzin, tegen de wijzers van de klok in. |  |

In tegenwijzerzin (België), tegen de klok in, linksom (Nederland), en ook wel in tegenwijzerrichting, is een term om de draairichting aan te geven, in dit geval tegengesteld aan de draairichting van (de wijzers van) een klok: 12 → 9 → 6 → 3 → 12.
Het linksom draaien is "de bovenkant" naar links draaien; dit kan verwarrend zijn omdat dan de onderkant naar rechts gedraaid wordt. Men spreekt daarom eerder in het Nederlands van tegen de (wijzers van de) klok in.
In de goniometrie, en algemeen in de wiskunde, wordt tegenwijzerzin als positieve draairichting gezien, en wijzerzin als negatieve.
Omgekeerd is wijzerzin, of rechtsom c.q. wijzerrichting, een manier om een draairichting met de wijzers van klok mee aan te geven.
In de driedimensionale ruimte heeft dit begrip slechts betekenis indien men erbij zegt uit welke richting men kijkt.